# Nyctophilus geoffroyi
Nyctophilus geoffroyi é uma espécie de morcego da família Vespertilionidae. Endêmica da Austrália.